# Ястшомбка-Млода
Ястшомбка-Млода (пол. Jastrząbka Młoda) — село в Польщі, у гміні Снядово Ломжинського повіту Підляського воєводства.
Населення — 127 осіб (2011).
У 1975-1998 роках село належало до Ломжинського воєводства.

## Демографія
Демографічна структура станом на 31 березня 2011 року:
|          | Загалом | Допрацездатний вік | Працездатний вік | Постпрацездатний вік |
| -------- | ------- | ------------------ | ---------------- | -------------------- |
| Чоловіки | 67      | 17                 | 38               | 12                   |
| Жінки    | 60      | 14                 | 27               | 19                   |
| Разом    | 127     | 31                 | 65               | 31                   |